# Bandera de Ecuador
La bandera nacional de Ecuador es un paño rectangular formado por tres franjas horizontales, una superior amarilla de la mitad del alto y dos inferiores, azul y roja. Lleva obligatoriamente el escudo de armas del Ecuador en el centro.
Este escudo proviene de la bandera de la Gran Colombia. Entre 1845 y 1860, se usó un diseño distinto formado por un paño blanco con una franja vertical celeste al centro conteniendo estrellas blancas. Este diseño se adoptó tras la Revolución marcista. 
La bandera de Ecuador tiene su origen en la bandera creada  por los patriotas venezolanos Francisco de Miranda y Lino de Clemente para la Primera República de Venezuela, aprobada por el Congreso Constituyente de ese país en 1811. Por su origen común, guarda similitud con las de Colombia y Venezuela, antiguos territorios que conformaron la Gran Colombia. De estas, la más similar es la bandera colombiana, la cual es semejante en proporción y distribución a la bandera civil y mercante ecuatoriana, salvo en la tonalidad de sus colores.

## Diseño
En noviembre de 2009, la Secretaría Nacional de Comunicación de Ecuador emitió un reglamento en el que se describen las aplicaciones y proporciones de la bandera nacional, el escudo y otros símbolos nacionales.
La bandera nacional tiene una longitud de 2,20 metros y una anchura de 1,47 m, una proporción de 0.5 a 20. El campo está dividido en tres bandas horizontales de color, una banda amarilla de la mitad de la anchura de la bandera, una banda azul de un cuarto de la anchura y una banda roja de un cuarto de la anchura. Las tres bandas se extienden a lo largo de la bandera. La bandera lleva el escudo ecuatoriano a escala de la mitad del ancho de la bandera y centrado en el campo. El escudo mismo está construido en un rectángulo con proporciones 12:10. El estandarte nacional tiene el mismo diseño que la bandera nacional, pero es cuadrado, con una longitud de 0,9 m y una anchura de 0,9 m. Cuando es utilizado por unidades y organizaciones militares, las letras pueden rodear el gran escudo con un diámetro de 55 centímetros. Las letras deben tener 4 cm de altura y 3 cm de anchura, con letra romana de color dorado y bordadas con hilo de oro. El único otro tamaño regulado es el de la bandera de mesa (banderola), en el que la bandera tiene 200 mm de ancho y 300 mm de largo. Al fabricar la bandera nacional, los vendedores al público deben incluir el nombre de su empresa, junto con el año de fabricación, colocando una etiqueta de 20 × 10 mm en el reverso de la bandera en la manga.
Miranda atribuyó los colores que eligió para su bandera a la teoría de los colores primarios de Johann Wolfgang von Goethe. En una carta escrita al conde Semyon Romanovich Vorontsov en 1792, Miranda describe una conversación nocturna que mantuvo con Goethe en una fiesta en Weimar (Alemania) durante el invierno de 1785. Fascinado por el relato de Miranda sobre sus hazañas en la Guerra de la Independencia de Estados Unidos y sus viajes por América y Europa, Goethe le dijo: "Tu destino es crear en tu tierra un lugar donde los colores primarios no se distorsionen".
La primera vez que la bandera amarilla, azul y roja fue enarbolada por Miranda fue en 1806 en el barco Leander cuando intentaba enfrentarse a las fuerzas españolas frente a la costa de Jacmel, Haití. Los colores de la bandera ecuatoriana moderna evolucionaron a partir de los de la bandera de la nación de la Gran Colombia, que abarcaba los territorios de los actuales Ecuador, Colombia, Panamá y Venezuela.

### Medidas
La proporción oficial de la bandera ecuatoriana es 2:3[cita requerida]

## Simbolismo
- Amarillo: Representa la abundancia del suelo minero (oro) y fértil del país.
- Azul: Representa el cielo y el mar ecuatoriano.
- Rojo: Representa la sangre vertida por los héroes que llevaron a sus conciudadanos patria y libertad.

Los colores exactos del pabellón aún no se han establecido por ley. Sin embargo, tentativamente se recomienda utilizar los siguientes, que son aprobados por la FIAV:
| Denominación | Amarillo  | Azul      | Rojo      |
| ------------ | --------- | --------- | --------- |
| Pantone      | 109 C     | 285 C     | 032 C     |
| RGB          | 255 209 0 | 0 114 206 | 239 51 64 |
| CMYK         | 0 5 100 0 | 90 47 0 0 | 0 90 76 0 |
| HEX          | #FFD100   | #0072CE   | #EF3340   |

## Variantes
Según el Registro 1272, un decreto firmado como ley el 5 de diciembre de 1900, existen dos diseños oficiales de la bandera nacional. El artículo 2 establece la bandera nacional como un campo tricolor con la banda amarilla del doble de ancho que las franjas azul y roja. El artículo 3 establece que la bandera nacional cargada con el escudo nacional ecuatoriano debe ser usada por las oficinas del gobierno militar, los agentes diplomáticos fuera del Ecuador, fortalezas y buques de guerra, así como los organismos nacionales. El mismo decreto establece que la población civil debe usar la bandera citada en el artículo. Es bueno acotar que sin el escudo se la podría confundir fácilmente con la bandera de Colombia.
Para los gobiernos municipales, el artículo 4 del decreto de 1900 les prohíbe el uso de la bandera nacional con el escudo de armas. Para el uso por parte de los ayuntamientos se acogió una bandera con los mismos colores y proporciones que el pabellón nacional, que en lugar de escudo lleva un conjunto de estrellas blancas que se colocan en un patrón circular puestas sobre la franja azul. El número de estrellas blancas corresponden con el número de provincias del Ecuador. Sin embargo, esta bandera es similar a la bandera de Venezuela desde 1905 hasta 1930, la cual contenía en su franja azul un total de 7 estrellas puestas en círculo.
Por lo general, las proporciones que se usan para todas las banderas es la de 2:3, salvo en aquella que flamea sobre el Palacio de Carondelet, que tiene 2:1. La bandera 1:1 que se asegura es usada por el presidente de la República, no es utilizada ni siquiera en los vehículos oficiales donde viaja el presidente.

Bandera civil y de la marina mercante. Proporción: 2:3
Bandera presidencial. Proporción: 1:1
Bandera municipal. Proporción: 2:3

## Antecedentes
Después de  la conquista del territorio de Ecuador por Sebastián de Benalcázar y la fundación española de la ciudad de Quito, flamearon los emblemas de España.  La Cruz de Borgoña es una representación de la Cruz de San Andrés en la que los troncos que forman la cruz aparecen con sus nudos en los lugares donde se cortaron las ramas. Este emblema ha sido incluido en los escudos de armas y en las banderas de unidades militares de España, tanto de tierra como de mar, desde 1506.  El emblema rojo y gualda, compuesto por tres franjas horizontales: una ancha de color amarillo en el centro y dos angostas de color rojo en los extremos, con el escudo de armas de España en la parte central, flameó hasta la emancipación definitiva.  La Cruz de Borgoña, de aspas o de San Andrés, se usaba solamente como bandera militar en tierra.

### La Junta Revolucionaria de Quito

Bandera de la Revolución Quiteña.

Se sabe que los gestores y protagonistas del episodio agustino del año 1809 hicieron flamear una bandera roja con un aspa blanca, conocida como Bandera de la Junta Revolucionaria de Quito. La insignia fue vuelta a utilizar por las tropas del Estado de Quito, cuando el territorio se declaró independiente de cualquier otro similar, el 11 de octubre de 1811.
Cayó en manos del oficial español Juan Sámano, tras la Batalla de Ibarra, el 27 de noviembre de 1812. Por mucho tiempo se creyó que la bandera de los patriotas fue una roja con asta blanca pero en realidad la bandera era roja, sí, pero era un aspa blanca, que es como una X en toda la bandera.

### Banderas de la Provincia Libre de Guayaquil

Bandera en 1820.

En 1822.

Los historiadores Wilfrido Loor, manabita, y José María Le Ghouir, francés, dijeron en sus respectivas épocas que la creación del lábaro albiceleste (azul y blanco) pertenece a los próceres Gregorio Escobedo, José Espantoso y Rafael Ximena, pero esto no está documentado e inclusive hay historiadores que atribuyen su creación a José Joaquín de Olmedo y Maruri. Según Loor las estrellas representan a las ciudades de Guayaquil, Portoviejo y Machala, pero según Eduardo Estrada Guzmán representan los distritos administrativos de Cuenca, Guayaquil y Quito. La teoría de Loor tiene la debilidad de que Machala era en esa época un pueblo sin mayor importancia, que ni siquiera era cabecera parroquial y tenía pocos habitantes, teniendo otras poblaciones mayor importancia y número de habitantes. La teoría de Estrada se refuerza con el uso nuevamente de las estrellas para representar los tres distritos administrativos, luego de la Revolución Marcista.
Una vez integrados a la Gran Colombia los departamentos de Cuenca y Quito, la Junta Suprema de la Provincia Libre de Guayaquil, que se instaló en la ciudad, dictó un decreto el 2 de junio de 1822 en los términos siguientes en su parte medular: "El Pabellón de la Provincia Libre de Guayaquil será blanco y su primer cuartel superior de color azul con una estrella en su centro."[cita requerida]
El 13 de julio de 1822, Guayaquil fue anexada a la Gran Colombia.

### La era de la Gran Colombia

Gran Colombia, de 1822 a 1830.

Al día siguiente de la decisiva Batalla de Pichincha, oficialmente se enarboló el tricolor colombiano amarillo, azul y rojo, el que fue adoptado como oficial el 25 de mayo al integrarse Quito a la Gran Colombia.
Las imágenes que aquí aparecen están erradas, pues el tricolor de la independencia, desde el 5 de julio de 1811, tuvo la franja amarilla de doble ancho que las azul y roja. Este es un error que persiste a pesar de estar comprobado el error con documentos claros e irrefutables, y paradójicamente es un error que nace en Venezuela, lugar de origen del tricolor.
El tricolor aludido tiene su origen en el Congreso Constituyente de Venezuela, que declara la independencia el 5 de julio de 1811 y del General Venezolano Francisco de Miranda (precursor de la independencia de Hispanoamérica), que fue quien la diseñó. El congreso aprobó el diseño el 9 de julio y la bandera flameó por primera vez el 14 de julio en la Plaza Mayor y el Cuartel de San Carlos, en Caracas.
Recién el 13 de julio de 1822, a instancias de Bolívar y luego de ser anexado a Colombia, Guayaquil hizo flamear el tricolor.

## Evolución histórica
Luego de la disolución de la Gran Colombia el 19 de agosto de 1830, el Congreso decretó el uso del mismo escudo de Colombia, pero con fondo azul-celeste, la incorporación de un Sol en la Equinoccial y el lema "El Ecuador en Colombia".  No se varió la bandera, que seguía siendo el tricolor amarillo, azul y rojo. 
El 12 de enero de 1833 el presidente decretó el escudo de armas del "Estado" del Ecuador, a diferencia del escudo del "Estado en la República de Colombia". No varió la bandera, excepto el uso del escudo en ella.

De 1830 a 1835.
De 1835 a 1845.

### Revolución Marcista
Al triunfar la Revolución marcista, se adoptó una nueva bandera que formaban tres cuarteles paralelos al asta, blancos los de ambos extremos y azul el del centro.  Aparecen tres estrellas que representan los departamentos de la época: Quito, Guayaquil y Cuenca.
El 6 de marzo de 1845, el diseño fue modificado según el decreto de la Convención Nacional que se reunió en Cuenca en los últimos meses de 1845. En lugar de tres estrellas, la bandera debía lucir siete estrellas para representar a las provincias que en ese número formaban el Ecuador de entonces.

En 1845.
De 1845 a 1860.

### Restitución del tricolor
El Dr. G. García Moreno restableció del uso del tricolor grancolombiano por decreto firmado el 26 de septiembre de 1860.  Ostentando la Jefatura Suprema del país, el estadista guayaquileño descartó el bicolor (azul y blanco) marcista y puso en vigencia el emblema amarillo, azul y rojo.  La Convención Nacional de 1861 ratificó el decreto de 1860.
 31 de octubre de 1900 
El 31 de octubre de 1900, el Congreso Nacional, presidido por Manuel B. Cueva, dictó el decreto que reglamentó el uso de la bandera tricolor.  El 7 de noviembre de ese año, el general Alfaro firmó dicho documento.

Decreto Legislativo s/n (Registro Oficial 1272, 5-XII-1900) que reglamenta el Escudo de Armas y Pabellón Nacional de la República del Ecuador
EL CONGRESO DE LA REPÚBLICA DEL ECUADOR,
Considerando:
Que son deficientes los varios decretos que se han expedido designando las armas de la República y el pabellón nacional
Decreta:
Art. 1.- Las armas del Ecuador serán un escudo ovalado que contenga interiormente, en la parte superior, el sol, con aquella porción del Zodíaco en que se hallan los signos correspondientes a los meses memorables de Marzo, Abril, Mayo y Junio; en la parte inferior, a la derecha, se representará el monte histórico Chimborazo, del que nacerá un río, y donde aparezca más caudaloso, estará un buque a vapor, que tenga por mástil un caduceo, como símbolo de la navegación y del comercio. El escudo reposará en un lío de haces consulares, como insignia de la dignidad republicana. Será adornado exteriormente con banderas nacionales y ramos de palma y laurel, y coronado con un cóndor con las alas desplegadas.

Art. 2.- El pabellón nacional será, sin alteración alguna, el que adoptó el Ecuador desde que proclamó su independencia, cuyos colores son: amarillo, azul y rojo, en listas horizontales, en el orden en que quedan expresados, de superior a inferior, debiendo tener la faja amarilla una latitud doble a las de los otros colores.

Art. 3.- Las banderas que se enarbolen en los edificios nacionales, buques de guerra, fortalezas, y las que icen los Agentes Diplomáticos y Consulares de la República en países extranjeros, llevarán las armas de la Nación en el centro, sobre las fajas de los colores amarillo y azul.

Art. 4.- Las banderas que se enarbolen en los edificios municipales no llevarán las armas de la Nación, sino un círculo de estrellas blancas, colocadas en la faja azul y en número igual al de las provincias que componen la República.

Art. 5.- El Ejército usará el pabellón nacional de que habla el Art. 3o.; y cada batallón o regimiento llevará en su bandera o estandarte, y en la faja del color amarillo, el número que le corresponda, según lo que al respecto disponga el Ministerio de la Guerra.

Art. 6.- Las banderas que enarbolen los buques de la marina mercante y toda persona particular, serán las que se determinan en el Art. 2o.

Art. 7.- Los Agentes Diplomáticos y Consulares de la República fijarán las armas del Ecuador en la parte exterior del edificio o sobre la puerta de la Legación, Consulado o Viceconsulado, con la siguiente inscripción, en la parte inferior de la orla del escudo: Legación, Consulado de la República del Ecuador.

Art. 8.- Se colocarán las armas nacionales en las salas y puertas exteriores de los Salones del Congreso, del Poder Ejecutivo, Tribunales de Justicia, Concejos Municipales y demás oficinas públicas.

Art. 9.- El Poder Ejecutivo hará saber a las naciones extranjeras lo dispuesto por la presente Ley.

Art. 10.- Quedan derogadas todas las disposiciones anteriores sobre la materia.

Dado en Quito, capital de la República del Ecuador, a treinta y uno de Octubre de mil novecientos.

Nota: Según la actual estructura ministerial establecida en el Estatuto del Régimen Jurídico y Administrativo de la Función Ejecutiva, el Ministerio de la Guerra es actualmente el Ministerio de Defensa Nacional.

Como no existe una normativa, cualquier institución o persona usa la bandera como se le ocurre, sin respetar dimensiones o colores. Así, hay banderas que tienen un amarillo oscuro y otros lo tienen claro. Igual pasa con el color azul, pero no tanto con el rojo.

Desde 1900 hasta 2009 el modelo de bandera utilizado solía ser de doble largo que ancho, ante la ausencia de norma específica alguna que determinase claramente sus proporciones oficiales.

## Juramento e himno
Los estudiantes y los cadetes militares de Ecuador están obligados a recitar una promesa a la bandera, conocido como el Juramento a la Bandera. Este se declama por lo general el día de la bandera (26 de septiembre de cada año) o en importantes eventos cívicos, tales como graduaciones de las instituciones educativas, paradas militares, entre otros.

### Himno a la Bandera
También existe la canción patriótica llamada Himno a la Bandera, que se recita después del "Juramento a la Bandera" o antes de las ceremonias de retiro de banderas.

## Incineración de la Bandera
Cuando las banderas nacionales sean consideradas inservibles por los organismos militares, deben guardarse para ser incineradas anualmente en una ceremonia, la cual debe realizarse durante una de las fiestas patrias.
Para ello la tropa en cuestión debe formar un cuadrado y entonar el Himno a la Bandera, mientras ésta es incinerada por un Oficial en un receptáculo de metal que contenga alcohol. A continuación el Comandante de la Unidad dirige la palabra al personal, haciendo resaltar el alto significado de esta ceremonia.
Las cenizas deben ser depositadas en una pequeña caja y remitidas a la Comandancia de Marina, para que sean sepultadas en el mar.

## Banderas provinciales

Azuay
Bolívar
Cañar
Carchi
Chimborazo
Cotopaxi
El Oro
Esmeraldas
Galápagos
Guayas
Imbabura
Loja
Los Ríos
Manabí
Morona Santiago
Napo
Orellana
Pastaza
Pichincha
Santa Elena
Santo Domingo de los Tsáchilas
Sucumbíos
Tungurahua
Zamora Chinchipe